# DELICIOUS.
『DELICIOUS.』は、TWEEDEESの3枚目のオリジナルアルバム。2018年10月31日に日本コロムビアから発売された。

## 収録曲
1. DELICIOUS. [4:27]
作詞・作曲：沖井礼二
2. 花束と磁力 [4:37]
作詞・作曲：沖井礼二
3. 少年の見た夢は [4:20]
作詞：沖井礼二・清浦夏実、編曲：沖井礼二
4. 昼夜逆転の歌 [2:58]
作詞：清浦夏実・沖井礼二、作曲：沖井礼二
5. エトワールはオルゴールの中で [1:01]
作詞：清浦夏実、作曲・編曲：沖井礼二
6. Medley: 東京は夜の七時～21世紀の子供達 [4:54]
(東京は夜の七時)作詞・作曲：小西康陽
(21世紀の子供達)作詞・作曲：沖井礼二
7. 不機嫌なカプチーノ [3:18]
作詞：清浦夏実、作曲：沖井礼二
8. 美しい歌はいつも悲しい [5:38]
作詞・作曲：沖井礼二
9. 間違いだらけの神様 [3:53]
作詞・作曲：沖井礼二
10. 作戦前夜 [3:19]
作詞：清浦夏実、作曲：沖井礼二